# Kingsholm Stadium
Kingsholm Stadium és un estadi de rugbi situat a la ciutat anglesa de Gloucester, on disputa els seus partits com a local el Gloucester RFC de la Premiership Anglesa. Té capacitat per acollir 16.500 persones; la graderia principal al costat de la línia sud de touch té capacitat per 4.500 persones assegudes.
Kingsholm ha acollit partits de la selecció de rugbi d'Anglaterra abans que Twickenham es convertís en la seu de la selecció. També va albergar un partit dels All Blacks contra la selecció de rugbi dels Estats Units durant la primera fase de la Copa del Món de Rugbi de 1991 i està previst que sigui seu de la Copa Mundial de Rugbi de 2015 que se celebrarà a Anglaterra.
| List of rugby union matches at Kingsholm Stadium | List of rugby union matches at Kingsholm Stadium | List of rugby union matches at Kingsholm Stadium | List of rugby union matches at Kingsholm Stadium | List of rugby union matches at Kingsholm Stadium |
| Data                                             | Selecció                                         | Resultat                                         | Selecció                                         | Competició                                       |
| ------------------------------------------------ | ------------------------------------------------ | ------------------------------------------------ | ------------------------------------------------ | ------------------------------------------------ |
| 19 Setembre 2015                                 | Tonga                                            | –                                                | Geòrgia                                          | Copa del Món de Rugbi de 2015                    |
| 23 Setembre 2015                                 | Escòcia                                          | –                                                | Japó                                             | Copa del Món de Rugbi de 2015                    |
| 25 Setembre 2015                                 | Argentina                                        | –                                                | Geòrgia                                          | Copa del Món de Rugbi de 2015                    |
| 11 Octubre 2015                                  | Estats Units                                     | –                                                | Japó                                             | Copa del Món de Rugbi de 2015                    |